# 罗莎陨石坑
罗莎陨石坑（Rosa）是位于月球正面风暴洋和雨海间山区中的一座孤立的小撞击坑，其名称取自西班牙女性常用名，1976年被国际天文学联合会批准接受。

## 描述

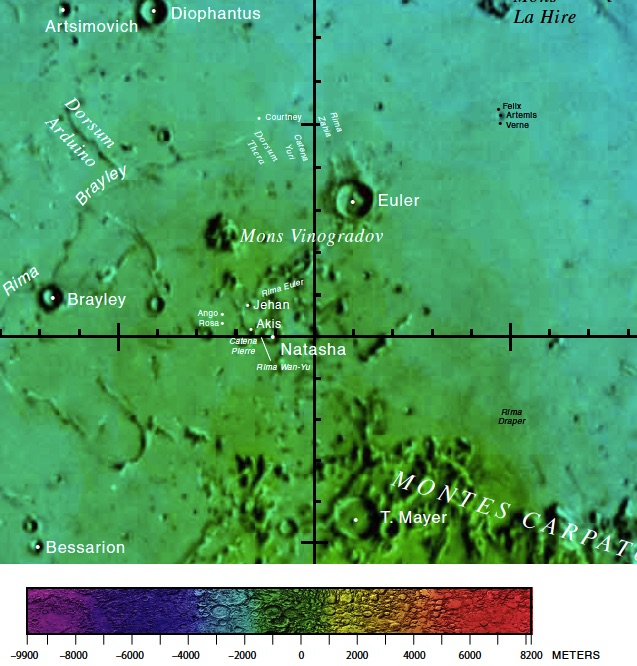
阿基斯陨石坑的周边，月球正面区域图。

该该陨坑北面靠近安果陨石坑、东北和东南偏东分别毗邻洁罕陨石坑和阿基斯陨石坑，崎岖的维诺格拉多夫山坐落在它的北面，东北横亘了欧拉月溪，而它的东南则伸展着万玉月溪和皮耶链坑。
该陨坑中心月面坐标为20°19′N 32°18′W / 20.31°N 32.3°W，直径0.82公里，深约0.107公里。

罗莎陨石坑外观呈圆杯状，坑壁最大高出周边地形30米，内部容积约0.02公里3。